# نترات البزموت
نترات البزموت مركب كيميائي له الصيغة Bi(NO3)3 ، ويكون على شكل خماسي هيدرات
Bi(NO3)3.5H2O ، الذي يكون عبارة عن بلورات عديمة اللون ، لماعة، تتسيل لدى تماسها مع الهواء ، ولها رائحة حمض النتريك.

## الخواص
- يتحلمه مركب نترات البزموت مشكلاً العديد نترات قاعدية مختلفة التركيب.
- ينحل مركب نترات البزموت في الغليسيرين وفي الحموض المعدنية.

## التحضير
يحضر مركب نترات البزموت من تفاعل البزموت مع حمض النتريك حسب المعادلة

## الاستخدامات
يستخدم مركب نترات البزموت لتحضير مركبات البزموت الأخرى.